# IGMP snooping
IGMP snooping consiste en escuchar el tráfico producido por el protocolo de red IGMP (Internet Group Management Protocol). Esta característica permite a los conmutadores de red escuchar la conversación que se produce entre los rúteres y los hosts. Gracias a eso el conmutador es capaz de mantener un mapa de los links que necesitan transmisiones multicast y de esta forma, manejar el tráfico de manera que solo los puertos que necesitan ese tráfico específico lo reciban.

## Propósito
Un conmutador, por defecto, inundará de tráfico multicast a todos los puertos en el mismo Dominio de difusión. Esto puede provocar una carga innecesaria en los hosts, dado que están recibiendo un tráfico que ellos no han solicitado. Esta circunstancia puede ser usada incluso como una variación de un Ataque de denegación de servicio. IGMP Snooping está diseñado para evitar que los hosts de una red local reciban tráfico de un grupo multicast que ellos no han solicitado explícitamente. Proporciona a los conmutadores un mecanismo para eliminar el tráfico multicast de los links que no tienen un receptor multicast activo (un cliente IGMP).
Esta técnica es , en esencia, una optimización de capa 2 usando la capa 3 IGMP, por lo tanto se realiza internamente en los conmutadores y no se considera una característica de dicho protocolo. 
Snooping es especialmente útil cuando existen aplicaciones que usan intensivamente el tráfico multicast, como es el caso de la IPTV.

## Estandarización
A pesar de tratarse de una técnica importante hoy en día, el IGMP Snooping se solapa con los estándares IEEE que regulan los conmutadores Ethernet y las IP multicast. Esto significa que incluso ahora no hay unas normas claras que regulen este procedimiento. Por esa razón, el documento RFC 4541 que habla del IGMP Snooping tiene tan solo carácter informativo. Este es el motivo de que existan tanto implementaciones completas que permiten solicitar información al router como implementaciones que tan solo se limitan a retransmitir las peticiones desde el router multicast.